# Chiesa di San Giovanni Battista (Centallo)
La chiesa di San Giovanni Battista è la parrocchiale di Centallo, in provincia di Cuneo e diocesi di Cuneo-Fossano; fa parte della zona pastorale sud-ovest.

## Storia
Nel 1597, all'epoca dell'erezione della parrocchia centallese, la precedente chiesa fu ampliata tramite la costruzione di un'ulteriore cappella laterale e del presbiterio. 
Questo edificio venne demolito nella seconda metà del XVIII secolo e al suo posto, tra il 1764 e il 1769, fu edificata la nuova parrocchiale, disegnata da Francesco Prunotto.

## Descrizione

### Esterno
La facciata a capanna della chiesa, rivolta a ponente, è suddivisa da una cornice marcapiano in due registri, entrambi scanditi da lesene; quello inferiore presenta il portale d'ingresso, protetto dal breve protiro sorretto da due colonne, mentre quello superiore è caratterizzato da una finestra e coronato dal timpano triangolare.
Annesso alla parrocchiale è il campanile a base quadrata, la cui cella presenta su ogni lato una monofora affiancata da paraste ed è coronata dal tamburo sorreggente la guglia in metallo a pianta ottagonale.

### Interno
L'interno dell'edificio si compone di un'unica navata, sulla quale si affacciano le cappelle laterali e le cui pareti sono scandite da lesene; al termine dell'aula si sviluppa il presbiterio, ospitante l'altare maggiore e chiuso dall'abside semicircolare. 
Qui sono conservate diverse opere di pregio, tra le quali la pala raffigurante la Vergine assieme ai santi Domenico, Rosa, Vincenzo Martire, Vittore Martire, Vincenzo Confessore e Martino Vescovo, eseguita nel 1770 dal cuneese Francesco Cesia, la statua lignea della Vergine del Rosario, intagliato dal torinese Stefano Maria Clemente, e la tela ritraente la Madonna con il bambino e le anime del Purgatorio, portate in cielo da Angeli, risalente al XVIII secolo.